# Boomkwikstaart
De boomkwikstaart (Dendronanthus indicus) is een zangvogel uit de familie Motacillidae (piepers en kwikstaarten).

## Verspreiding en leefgebied
Deze soort komt voor in delen van Siberië, zuidoostelijk China en zuidelijk Japan.